# Cyclisme aux Jeux méditerranéens de 2022
Navigation
Édition précédente Édition suivante
Les compétitions de cyclisme des Jeux méditerranéens de 2022 se déroulent du 30 juin au 2 juillet 2022, à Oran en Algérie.

## Épreuves au programme
| ● | Compétitions | ● | Finale |

|                  | Juin | Juillet | Juillet |
|                  | 30   | 1       | 2       |
| Contre-la-montre | 2    |         |         |
| Course en ligne  |      |         | 2       |

## Podiums hommes
| Compétitions     | Or           | Argent       | Bronze              |
| ---------------- | ------------ | ------------ | ------------------- |
| Course en ligne  | Paul Penhoët | Ewen Costiou | Valentin Retailleau |
| Contre-la-montre | Rafael Reis  | Enzo Paleni  | Ognjen Ilić         |

## Podiums femmes
| Compétitions     | Or                | Argent         | Bronze          |
| ---------------- | ----------------- | -------------- | --------------- |
| Course en ligne  | Barbara Guarischi | Daniela Campos | Sandra Alonso   |
| Contre-la-montre | Vittoria Guazzini | Eugenia Bujak  | Cédrine Kerbaol |

## Tableau des médailles
- En bleu le pays organisateur

| Rang  | Nation   | Or | Argent | Bronze | Total |
| ----- | -------- | -- | ------ | ------ | ----- |
| 1     | Italie   | 2  | 0      | 0      | 2     |
| 2     | France   | 1  | 2      | 2      | 5     |
| 3     | Portugal | 1  | 1      | 0      | 2     |
| 4     | Slovénie | 0  | 1      | 0      | 1     |
| 5     | Espagne  | 0  | 0      | 1      | 1     |
| 5     | Serbie   | 0  | 0      | 1      | 1     |
| Total | Total    | 4  | 4      | 4      | 12    |